# Monolopia stricta
Monolopia stricta là một loài thực vật có hoa trong họ Cúc. Loài này được Crum mô tả khoa học đầu tiên năm 1940.